# Società Sportiva Chieti 1964-1965
Questa voce raccoglie le informazioni riguardanti la Società Sportiva Chieti nelle competizioni ufficiali della stagione 1964-1965.

## Rosa
| N. |                   | Ruolo | Calciatore         |
| -- | ----------------- | ----- | ------------------ |
|    | Italia (bandiera) | C     | Carlo Bacci        |
|    | Italia (bandiera) | P     | Massimo Bellagamba |
|    | Italia (bandiera) | P     | Pierangelo Belli   |
|    | Italia (bandiera) | A     | Giulio Bonaldi     |
|    | Italia (bandiera) | C     | Benvenuto Cairo    |
|    | Italia (bandiera) | D     | Claudio Carboncini |
|    | Italia (bandiera) | C     | Onofrio Carlucci   |
|    | Italia (bandiera) |       | Catini             |
|    | Italia (bandiera) | C     | Franco Cioni       |
|    | Italia (bandiera) |       | D'Arcangelo        |
|    | Italia (bandiera) | D     | Arturo De Petri    |

| N. |                   | Ruolo | Calciatore         |
| -- | ----------------- | ----- | ------------------ |
|    | Italia (bandiera) | D     | Giovanni Dondi     |
|    | Italia (bandiera) | A     | Astorre Eustacchi  |
|    | Italia (bandiera) |       | Marseglia          |
|    | Italia (bandiera) | C     | William Martegiani |
|    | Italia (bandiera) | D     | Tommaso Montanaro  |
|    | Italia (bandiera) | A     | Feliciano Orazi    |
|    | Italia (bandiera) | A     | Narciso Pezzotti   |
|    | Italia (bandiera) | D     | Carlo Rodolfi      |
|    | Italia (bandiera) | A     | Pasquale Spinelli  |
|    | Italia (bandiera) | C     | Gianni Trapella    |
|    | Italia (bandiera) | D     | Roberto Vitaloni   |